# Лир, Конрад
Йохан Конрад Лир (фин. Johan Conrad Lihr)) (5 ноября 1831 Таммисаари — 10 марта 1913, Хельсинки) финский горный инженер, минцмейстер монетного двора Финляндии в 1885—1912 годах. Он также считается первооткрывателем золота в Лапландии.

## Биография

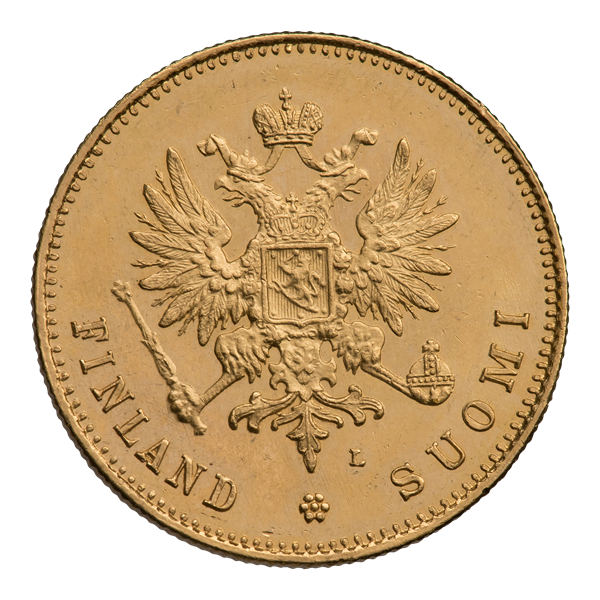
Двадцать марок 1891 г. Аверс. Под орлом инициалы минцмейстера — директора монетного двора: L (Johan Conrad Lihr).

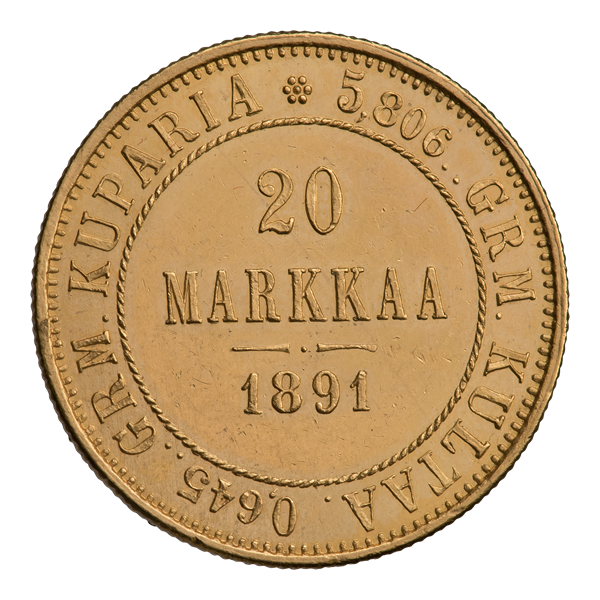
Двадцать марок 1891 г. Реверс.

Конрад Лир родился в городе Таммисаари в семье ювелира Йохана Якоба Лира (1796—1877) из Экена. Он начал учиться в школе-гимназии города Турку и затем учился в Katedralskolan i Åbo, затем продолжил образование в Хельсинкском университете в 1851 году. С 1853 года Лих служил учителем в начальной школе Таммисаари, с 1860 года, когда он начал работать в Горном совете Финляндии при правительстве в качестве горного инженера. Работать на Монетном дворе Финляндии начал с 1865 года. С 1885 года по 1912 год был директором монетного двора, вышел в отставку в возрасте 81 года. Финские монеты, отчеканенные при его директорстве, помечались буквой «L» по инициалам его фамилии.
В 1868—1870 годах Лир руководил экспедицией в горах Лапландии по поиску золота, которое было найдено в сентябре 1868 года на реке Ивалойоки, что послужило весной 1870 года началу золотой лихорадке в Лапландии. В это время Лир был ближайшим помощником начальника Горного совета Андерса Фердинанда Торделя, но вскоре он оставил этот пост.